# Ma Long
Dans ce nom chinois, le nom de famille, Ma, précède le nom personnel Long.
Pour les articles homonymes, voir Ma.
Ma Long (chinois simplifié : 马龙 ; chinois traditionnel : 馬龍 ; pinyin : Mǎ Lóng), né le 20 octobre 1988, est un joueur de tennis de table chinois né à Anshan dans la province de Liaoning, double champion olympique à Rio en 2016, en simple hommes et par équipes.
Sa médaille d'or olympique en simple hommes lui permet par ailleurs de réaliser le Grand Chelem de tennis de table. Il fait partie des joueurs les plus titrés au monde et domine la discipline depuis plus de dix ans, : avant que le classement mondial ne soit mis à jour chaque semaine en 2021, il a détenu le record du plus grand nombre de mois au sommet en simple messieurs, avec 64 mois, dont 34 mois ininterrompus à partir de 2015. Il est considéré comme le plus grand joueur de tous les temps. Il est le premier pongiste masculin champion olympique deux fois consécutives.

## Carrière
C'est un droitier et un attaquant très rapide, qui possède un jeu très complet.
En termes de classement il commence à atteindre les premières places dans la fin des années 2008-2010 en devenant n°1 mondial en 2010 pour la première fois. Longtemps battu par ses compatriotes (notamment Wang Hao lors des demi-finales des championnats du monde en 2009, 2011 et 2013), Ma Long devient ensuite pendant plus d'une décennie la nouvelle star incontestée du tennis de table, établissant entre 2010 et 2017 le record de mois à la première place mondiale en simple avec 64 mois au sommet (suivi par Wang Liqin, avec 54 mois) et se maintenant très souvent dans le top 3 mondial de 2008 à 2024.

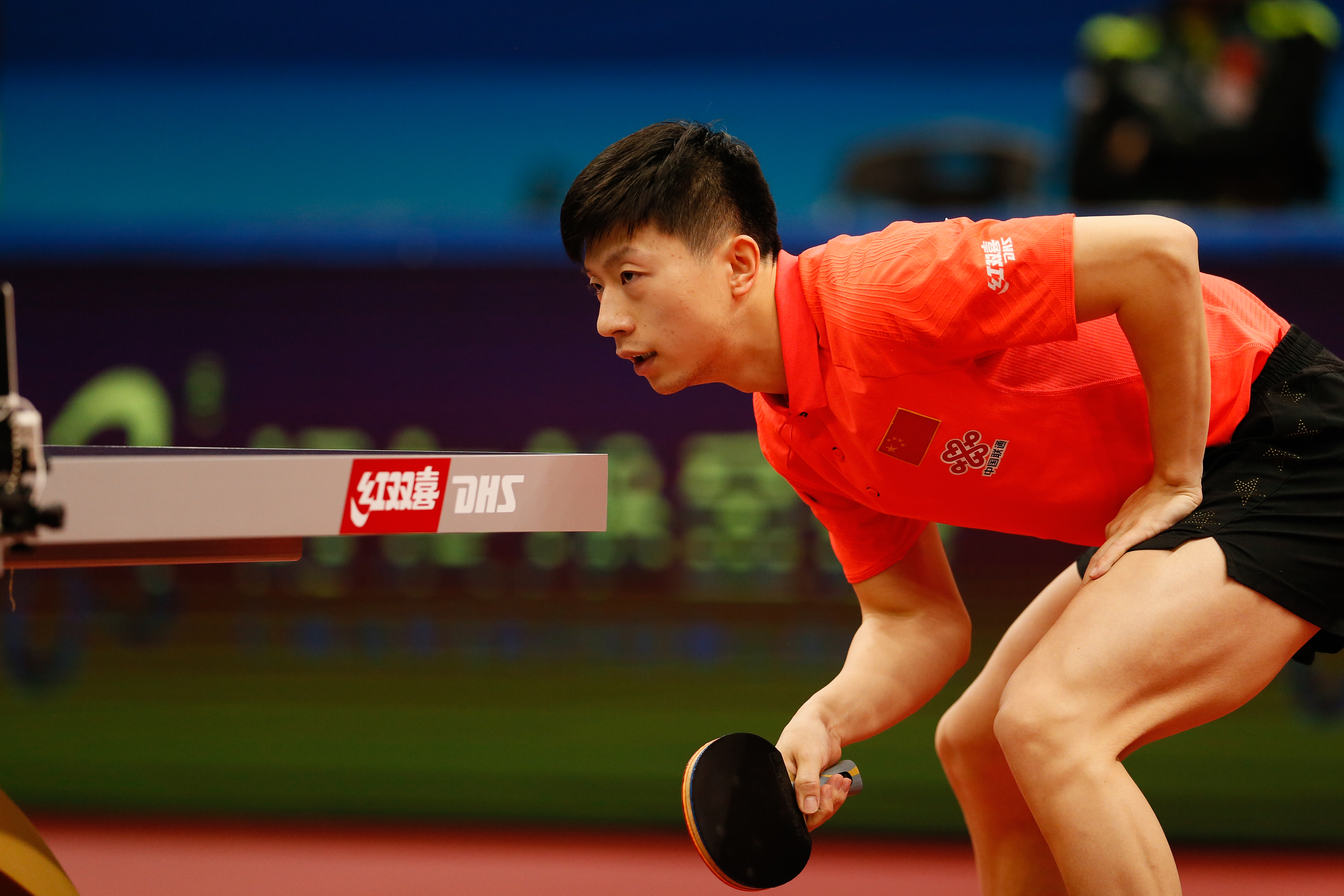
Ma Long aux championnats d'Asie en 2017.

Il est triple champion du monde en simple (2015, 2017 et 2019), champion olympique en 2016 et 2020 et trois fois vainqueur de la coupe du monde en simple (2012, 2015 et 2024). Il a aussi été champion du monde junior en 2004. Il est ainsi le dixième joueur au monde à avoir réalisé le Grand Chelem et le seul joueur masculin à l'avoir accompli deux fois dans sa carrière.
Il est champion du monde par équipe en 2006 et 2008 avec Ma Lin, Wang Hao et Wang Liqin, en 2012, 2014 et 2016 avec Zhang Jike et Xu Xin ainsi qu'en 2018, 2022 et 2024 avec Fan Zhendong et Wang Chuqin. Il est aussi vainqueur en double avec  Xu Xin aux championnats du monde à Rotterdam aux Pays-Bas, en 2011 et avec Wang Chuqin au championnats de monde de 2019 à Budapest.
Il a gagné la finale du pro tour ITTF en 2008 ainsi que 28 titres d'opens en gagnant à l'Open de Chine 2019, et est ainsi le pongiste ayant gagné le plus grand nombre de titres, devant Vladimir Samsonov, qui en a gagné 27.
En 2021, il montre qu'il est toujours au sommet en gagnant l'or olympique aux JO de Tokyo en simple contre son compatriote Fan Zhendong et en par équipes contre l'Allemagne
Lors des championnats du monde qui se déroulent à Houston du 23 au 29 novembre 2021, la fédération chinoise a décidé de ne pas aligner Ma Long le tenant du titre, privilégiant les jeunes Fan Zhendong, Liang Jingkun, Wang Chuqin, Lin Gaoyuan et Zhou Qihao en prévision des Jeux olympiques en 2024 à Paris.
En mai 2023, il échoue en demi-finale des championnats du monde à Durban en Afrique du Sud face à son compatriote Wang Chuqin.
Il est nommé porte-drapeau de la délégation chinoise aux Jeux olympiques d'été de 2024 aux côtés de la nageuse artistique Feng Yu. Il n'est pas sélectionné pour le tableau de simple, mais participe au tableau par équipes aux côtés de ses compatriotes Fan Zhendong et Wang Chuqin. Ensemble, ils remportent la médaille d'or dans ce tableau face à l'équipe de Suède composée de Kristian Karlsson, Anton Källberg et Truls Möregårdh.
Il prend sa retraite internationale en décembre de la même année. Cette annonce intervient dans un contexte de crise au sein de World Table Tennis et de la Fédération internationale de tennis de table. Les deux institutions sont alors critiquées ouvertement par de nombreux joueurs, dont la double championne olympique en titre Chen Meng et le champion olympique en titre Fan Zhendong. Chen et Fan ont en effet annoncé plus tôt prendre leur retraite internationale en protestant contre l'ampleur des amendes de non-participation infligées par World Table Tennis en cas d'absence lors des tournois du circuit international.
Le 23 avril 2025, il est élu vice-président de l'Association chinoise de tennis de table

## Vie privée
Il pratique le golf.
Il est en couple avec Xia Lu, diplômée en droit et employée de banque, depuis 2009. Le couple se marie en 2017 et a deux fils.
Il parle couramment anglais,.

## Palmarès

### En simple
- 2007 : Vainqueur en simple de l'Open d'Allemagne.
- 2008 : Vainqueur du pro-tour de Corée, de Singapour et de la finale du Pro-Tour ITTF.
- 2009 : Vainqueur du pro-tour du Danemark et du Koweit.
- 2009 : Vainqueur en simple de l'Open de Chine.
- 2009 : Demi-finaliste en simple aux championnats du monde à Yokohama au Japon.
- 2010 : Vainqueur en simple de l'Open d'Allemagne.
- 2011 : Demi-finaliste en simple aux championnats du monde à Rotterdam aux Pays-Bas.
- 2011 : Vainqueur en simple de l'Open de Chine.
- 2012 : Vainqueur en simple de la coupe du monde à Liverpool en Angleterre.
- 2013 : Demi-finaliste en simple aux championnats du monde à Paris en France.
- 2013 : Vainqueur en simple à l'Open de Chine, Super Series à Changchun ITTF.
- 2013 : Vainqueur en simple à l'Open de Chine, Super Series à Suzhou ITTF.
- 2014 : Finaliste en simple de la coupe du monde à Düsseldorf en Allemagne.
- 2015 : Champion du monde en simple à Suzhou en Chine.
- 2015 : Vainqueur en simple de la coupe du monde à Halmstad en Suède.
- 2015 : Vainqueur en simple de l'Open d'Allemagne.
- 2016 : Champion olympique en simple à Rio de Janeiro au Brésil.
- 2016 : Vainqueur en simple de l'Open d'Allemagne.
- 2017 : Champion du monde en simple à Düsseldorf en Allemagne.
- 2017 : Termine à la 3e place de la coupe du monde à Liège en Belgique.
- 2018 : vainqueur en simple de l'open de Chine
- 2019 : Champion du monde en simple à  Budapest en Hongrie.
- 2020 : Vainqueur en simple des finales ITTF 2020 à 	Zhengzhou
- 2020 : Vainqueur en simple du tournoi inaugural WTT à Macao.
- 2021 : Champion olympique en simple à Tokyo au Japon.
- 2023 : Termine à la 3e place des championnats du monde à Durban en Afrique du Sud.
- 2023 : Vainqueur du Championnats d'Asie de tennis de table en simple.
- 2024 : Vainqueur en simple de la coupe du monde à Macao en Chine.

- 2024 : Finaliste en simple du grand smash de Chine

### En double
- 2010 : Vainqueur en double avec Chen Qi de l'Open d'Allemagne.
- 2011 : Champion du monde en double avec Xu Xin à Rotterdam aux Pays-Bas.
- 2012 : Vainqueur en double avec Wang Hao  à l'Open de Chine.
- 2013 : Vainqueur en double avec Timo Boll  à l'Open de Chine, Super Series à Changchun ITTF.
- 2013 : Vainqueur en double avec Xu Xin à l'Open de Chine, Super Series à Suzhou ITTF.
- 2016 : Vainqueur en double avec Zhang Jike à l'Open de Chine.
- 2019 : Champion du monde en double avec Wang Chuqin à Budapest en Hongrie.
- 2024 : Vainqueur en double avec Lin Gaoyuan du Grand Smash de Singapour.
- 2024 : Vainqueur en double avec Lin Gaoyuan du WTT Contender Taiyuan.
- 2024 : Vainqueur en double avec Wang Chuqin du Grand Smash d'Arabie Soudite.

### Par équipes
- 2006 : Champion du monde par équipes à Brême en Allemagne.
- 2012 : Champion du monde par équipes à Dortmund en Allemagne.
- 2012 : Champion olympique par équipes à Londres en Grande-Bretagne.
- 2014 : Champion du monde par équipes à Tokyo au Japon.
- 2016 : Champion du monde par équipes à Kuala Lumpur en Malaisie.
- 2016 : Champion olympique par équipes à Rio de Janeiro au Brésil.
- 2018 : Champion du monde par équipes en Suède.
- 2021 : Champion olympique par équipes à Tokyo au Japon.
- 2022 : Champion du monde par équipes à Chengdu en Chine.
- 2023 : Coupe du monde par équipes mixtes à Chengdu en Chine.
- 2024 : Champion du monde par équipes à Busan en Corée du Sud.
- 2024 : Champion olympique par équipes à Paris en France.

#### Par équipes en club
- Vainqueur de la Super Ligue chinoise de tennis de table en 2009, 2012, 2013, 2015, 2020, 2022 et 2023